# Синпхён (станция метро)
Синпхён (кор. 신평역) — конечная наземная станция Пусанского метро на Первой линии. Она представлена двумя боковыми платформами. Станция обслуживается Пусанской транспортной корпорацией. Расположена в округе Синпхёндон муниципального района Сахагу Пусана (Южная Корея). На станции установлены платформенные раздвижные двери.
Станция была открыта 23 июня 1994 года.
Открытие станции было совмещено с открытием участка 4-й очереди Первой линии длиной 6,4 км и ещё 5 станций: Хадан, Танни, Саха, Кведжон и Тэтхи.